# HD158128
HD158128 — хімічно пекулярна зоря спектрального класу B9, що має видиму зоряну величину в смузі V приблизно  8,2.
Вона  розташована на відстані близько 2568,2 світлових років від Сонця.

## Пекулярний хімічний склад
Зоряна атмосфера HD158128 має підвищений вміст 
Si
.